# 14829 Povalyaeva
14829 Povalyaeva este un asteroid din centura principală, descoperit pe 3 octombrie 1986, de Liudmila Karacikina.